# メディチーナ
メディチーナ（伊: Medicina）は、イタリア共和国エミリア＝ロマーニャ州ボローニャ県にある、人口約16,700人の基礎自治体（コムーネ）。

## 地理

### 位置・広がり

#### 隣接コムーネ
隣接するコムーネは以下の通り。括弧内のFEはフェラーラ県所属を示す。
- アルジェンタ (FE)
- ブドリオ
- カステル・グエルフォ・ディ・ボローニャ
- カステル・サン・ピエトロ・テルメ
- イーモラ
- モリネッラ
- オッツァーノ・デッレミーリア

### 気候分類・地震分類
メディチーナにおけるイタリアの気候分類 (it) および度日は、zona E, 2261 GGである。
また、イタリアの地震リスク階級 (it) では、zona 2 (sismicità media) に分類される。

## 行政

### 分離集落
メディチーナには、以下の分離集落（フラツィオーネ）がある。
- Buda, Crocetta, Fantuzza, Fiorentina, Fossatone, Ganzanigo, Portonovo, San Martino, Sant'Antonio, Via Nuova, Villa Fontana

## 姉妹都市
- シュコーフィア・ロカ、スロベニア
- Romilly-sur-Seine、フランス